# 傑克·卡特莫-史考特
傑克·卡特莫-史考特（Jack Cutmore-Scott；1987年4月16日—）是英國的一位演員，出生在倫敦。他最著名的作品包括福斯廣播公司電視劇生存指南。